# Треті Національні збори в Тройзені
Треті Національні збори в Тройзені (грец. Γ' Εθνοσυνέλευση της Τροιζίνας) — грецька національна асамблея, що існувала під час останніх етапів Грецької революції.

## Скликання зборів
Довгоочікувані Треті Національні збори спочатку було скликано 1826 року в Епідаврі, проте були перервані звісткою про падіння Месолонгіона. Спроби скликати нову асамблею восени також зазнали провалу через розбіжності між різними фракціями. Натомість було зібрано дві конкуруючі асамблеї в Егіні та Кастрі. Зрештою, після тривалих роздумів, всі сторони домовились взяти участь у зборах у Тройзені. 19 березня 1827 року там зібрались 168 делегатів під головуванням Георгіоса Сісініса.

## Обрання Каподистрії
Враховуючи досвід попередніх чвар в асамблеї, було прийнято рішення щодо створення посади голови виконавчої влади, губернатора Греції, на яку був обраний один з найвидатніших діячів революції граф Іоанн Каподистрія. До його приїзду була створена урядова комісія.

## Нова конституція
1 травня Асамблея ухвалила Політичну конституцію Греції. Спершу конституція не мала статусу тимчасової, сигналізуючи про те, що Греція набула повної незалежності від Османської імперії. Та конституція містила 150 статей. Вона заклала ключові принципи грецької конституційної історії, що застосовуються дотепер. Наприклад, твердження «Суверенітет належить народові; кожна влада походить від народу та існує для народу». Також конституція встановила чіткий розподіл влади. Губернатор міг лише накладати вето на закони та не мав права розпуску парламенту.
4 травня 1827, за день до розпуску, Збори проголосували також за те, щоб столицею Греції стало місто Нафпліон.